# Murat Ziàzikov
Murat Magometovitx Ziàzikov (rus Мура́т Магоме́тович Зя́зиков) (nascut el 10 de setembre de 1957) és el president de la república russa d'Ingúixia. Va néixer a Oix, que actualment forma part al Kirguizstan.
Fou membre del KGB durant els anys 1980 i més tard del FSB. Des del 1990 fou membre del Consell de Seguretat d'Ingúixia. Molt proper a Vladímir Putin en relació al conflicte de Txetxènia, el 23 de maig de 2002 va substituir Ruslan Auxev com a president d'Ingúixia. El 2004 fou lleument ferit a Nazren en un atemptat de rebels txetxens.